# 1280

## Esdeveniments
Països Catalans
- Setge de Balaguer durant les revoltes dels nobles contra Pere el Gran.[1]

Món

## Naixements
- Joan de Jandun, a Jandun (França)[2]

## Necrològiques
- 22 d'agost, Roma: papa Nicolau III.[3]
- 15 de novembre, Colònia: Albert el Gran, filòsof dominic.[4]